# Aron Luboszycki
Aron Luboszycki (ur. 18 lipca 1874 w Grodnie, zm. w 1943 w Treblince) – nauczyciel, pedagog, poeta, prozaik, krytyk literacki pochodzenia żydowskiego. Pisał pod pseudonimami: „Arnold Smith", „A. Ben Dow" i „Harun a-Raszyd".

## Życiorys
Nauki początkowe pobierał w chederze w Grodnie, maturę uzyskał w gimnazjum w Słonimie.
Od 1894 r. uczył języka hebrajskiego w szkole powszechnej w Warszawie, a od 1928 r. w Łodzi w I Gimnazjum Męskim Towarzystwa Żydowskich Szkół Średnich przy ul. Magistrackiej (obecnie ul. Aleksandra Kamińskiego) 21.
W latach 1928–1929 redagował i wydawał tygodnik dla młodzieży „Hakochaw" („Gwiazda”), wcześniej (od 1926) ukazujący się w Brześciu nad Bugiem.
Był też autorem opracowań z zakresu pedagogiki, m.in. studium wychowawczo- psychologicznego o istocie wypracowań piśmiennych i ich znaczeniu dla rozwoju dziecka (1931) oraz podręczników do historii narodu żydowskiego dla uczniów szkół średnich. Był też autorem elementarza do nauki języka hebrajskiego i samouczka hebrajskiego (Warszawa 1910).
W 1937 r. mieszkał przy ul. S. Sterlinga 18.
Zamknięty początkowo w łódzkim getcie, przedostał się do Warszawy, gdzie w tamtejszym getcie działał w nielegalnej sieci nauczania.
Podczas akcji wysiedleńczej w styczniu 1943 r. został aresztowany i przewieziony do obozu zagłady w Treblince, gdzie zginął.
Debiutował wierszami w języku hebrajskim ogłoszonymi w almanachu poetyckim „Achiasaf” (Warszawa 1894). W hebrajskich czasopismach ukazujących się w Warszawie i w Palestynie publikował krótkie opowiadania w językach hebrajskim i jidysz (nie zarzucając twórczości poetyckiej) oraz liczne artykuły na temat literatury hebrajskiej w Polsce i za granicą. W języku jidysz publikował początkowo w tygodniku literackim „Der Jid”, w którym piastował później stanowisko członka kolegium redakcyjnego. Tłumaczył utwory poetyckie z języka rosyjskiego na hebrajski i z hebrajskiego na jidysz. Przełożył na hebrajski Serce Edmondo De Amicisa (Hana- ded hagatan) (Piotrków 1899) i z języka jidysz Historię Żydów Szymona Dubnowa.
Niektóre jego utwory poetyckie przypomniano w almanachu Udim (Jerozolima 1960), poświęconym twórczości pisarzy hebrajskich - ofiar Holokaustu.